# ۲۰۳۰ (فیلم)
«۲۰۳۰» (ویتنامی: Nước) یک فیلم است که در سال ۲۰۱۴ منتشر شد.